# John Wolfenden, Baron Wolfenden
John Frederick Wolfenden, Baron Wolfenden Kt CBE (* 26. Juni 1906 in Halifax, West Yorkshire, nach anderen Angaben in Swindon, Wiltshire; † 18. Januar 1985) war ein britischer Gelehrter, der vor allem durch den nach ihm benannten Wolfenden-Bericht 1959 bekannt wurde, der die Legalisierung privater homosexueller Akte zwischen einwilligenden Erwachsenen über 21 Jahre forderte, und der 1974 als Life Peer aufgrund des Life Peerages Act Mitglied des House of Lords wurde.

## Leben
Wolfenden, Sohn eines Schulverwaltungsbeamten, absolvierte nach dem Besuch der Queen Elizabeth Grammar School in Wakefield ein Studium der Philosophie am Queen’s College der University of Oxford, dem sich zwischen 1928 und 1929 ein Gaststudienaufenthalt an der Princeton University anschloss. Im Anschluss nahm er 1929 eine Tätigkeit als Fellow und Tutor für Philosophie am Magdalen College der University of Oxford auf und unterrichtete dort, bis er 1934 Rektor der 1584 gegründeten Uppingham School wurde. 1941 wurde er zum Luftfahrtministerium (Air Ministry) abgeordnet, um dort den Aufbau und die Verwaltung eines Luftwaffenausbildungskorps einzuführen. 1942 wurde er Commander des Order of the British Empire (CBE).
Nach zehnjähriger Tätigkeit war er im Anschluss zwischen 1944 und 1950 Rektor der bereits 1552 gegründeten Shrewsbury School. Während seiner dortigen bis 1950 dauernden Tätigkeit war er zugleich Vorsitzender verschiedener von der Regierung eingesetzten Arbeitsausschüsse, die sich mit Bildungsfragen sowie Problemen von Jugendlichen befassten. 1950 wurde Wolfenden Vizekanzler der University of Reading und 1956 zum Knight Bachelor geschlagen, so dass er fortan den Namenszusatz „Sir“ führte.
Zwischen 1954 und 1957 war er Vorsitzender einer Königlichen Kommission zur Homosexualität und Prostitution, die 1959 den nach ihm benannten Wolfenden-Bericht vorlegte. Darin regte die Kommission die Legalisierung privater homosexueller Akte zwischen einwilligenden Erwachsenen über 21 Jahre an. Diese Empfehlung wurde einige Jahre später durch das Sexual Offences Act (Gesetz über sexuell bedingte Straftaten) 1967 in geltendes Recht umgesetzt.
Zeitgleich fungierte Wolfenden auf Initiative des Zentralrates für körperliche Erholung (Central Council of Physical Recreation) als Vorsitzender einer weiteren Königlichen Kommission, die sich mit Sport befasste, und 1960 einen Abschlussbericht ihrer Arbeit vorlegte.
1963 beendete Wolfenden seine Tätigkeit als Vize-Kanzler der University of Reading und war daraufhin zwischen 1963 und 1968 Vorsitzender des Ausschusses für Universitätsstipendien (University Grants Committee). 1969 wurde er Nachfolger von Frank Francis als Direktor und Leitender Bibliothekar des British Museum und übte diese Funktion bis zu seiner Ablösung durch John Pope-Hennessy 1974 aus.
Durch ein Letters Patent vom 12. Juli 1974 wurde Wolfenden als Life Peer mit dem Titel Baron Wolfenden, of Westcott in the County of Surrey, in den Adelsstand erhoben und gehörte damit bis zu seinem Tod dem House of Lords als Mitglied an. 1978 war er Vorsitzender der nach ihm benannten Oberhauskommission (Wolfenden Committee), die sich mit der Arbeit von Freiwilligenorganisationen beschäftigte.
Sein 1965 unter ungeklärten Umständen gestorbener Sohn Jeremy Wolfenden war als Auslandskorrespondent tätig, der im Kalten Krieg als Spion arbeitete.

## Veröffentlichungen
- The Approach to Philosophy. Edward Arnold, 1932.
- The Purpose and Content of the Youth Service: A Report of the Youth Advisory Council Appointed by the Minister of Education in 1943. Her Majesty’s Stationery Office, 1943.
- The Public Schools To-day: A Study in Boarding School Education. University of London Press, 1948.
- How to Choose Your School. Oxford University Press, 1952.
- Three Duties of a Teacher. 1952.
- The Changing World and Its Effect on Adolescent Behavior. Clarke Hall Fellowship, 1956.
- The Educated Man Today and Tomorrow. SCM Press, 1959.
- Capital Punishment: Death Or Redemption?: a Discussion. Associated Television Limited, 1960.
- The Creation of a Public Conscience. Shaftesbury Society, 1961.
- Sport and the Community: The Report of the Wolfenden Committee on Sport. CCPE, 1962.
- Report of the Committee on Homosexual Offences and Prostitution: Presented to Parliament by the Secretary of State for the Home Department and the Secretary of State for Scotland by Command of Her Majesty, September 1957. Her Majesty’s Stationery Office, 1962.
- Report of the Committee on University Teaching Methods. Her Majesty’s Stationery Office, 1964.
- The Report of the Royal Commission on Medical Education and Its Implications. Institute of Dental Surgery, 1968.
- Law and Society: Toleration, Law, Order, Morality. Pendley Residential Centre of Adult Education, 1970.
- Treasures of the British Museum. Viking Press, 1972.
- Turning points: The memoirs of Lord Wolfenden. Bodley Head, 1976.
- The Future of Voluntary Organisations: Report of the Wolfenden Committee. Croom Helm, 1978.
- Edited Extracts from Speeches. National Council of Social Service, 1978.